# Mind's Eye (álbum)
Mind's Eye es el tercer álbum de estudio del cantante estadounidense Jon Lucien. Fue publicado en mayo de 1974 a través del sello discográfico RCA Victor.

## Recepción de la crítica
Un escritor no especificado de Billboard declaró: “Conjunto excepcionalmente bien hecho que presenta material con sabor a soul y muchas melodías finas de MOR. Lucien tiene una voz de primer nivel y aquí también se muestra como un escritor capaz que debería encontrar parte de su material interpretado por otros artistas en poco tiempo”. Un escritor no especificado de la revista Cash Box declaró: “La increíble voz de John hace mucho que le valió enormes elogios de la crítica, y con razón, pero creemos que su nuevo LP de RCA será el más grande hasta el momento y lo catapultará aún más a la conciencia colectiva de los compradores de discos de todo el mundo”.
En una reseña en retrospectiva para AllMusic, Thom Jurek calificó Mind's Eye como “un verdadero clásico del género pop-soul”, y añadió: “Podría decirse que, en términos de interpretación, si no de material (que está muy bien), puede ser un mejor disco que Rashida”.

## Lista de canciones
Todas las canciones escritas y compuestas por Jon Lucien.
Lado uno
1. «A Sunny Day» – 2:37
2. «A Prayer for Peace» – 3:53
3. «Adoration» – 4:47
4. «So Little Time» – 2:59
5. «Listen Love» – 6:35

Lado dos
1. «The Pleasure of Your Garden» – 2:15
2. «World of Joy» – 4:58
3. «The Ghetto Song» – 2:23
4. «Soul Chant» – 2:57
5. «When the Morning Comes» – 4:27

## Créditos y personal
Créditos adaptados desde las notas de álbum de Mind's Eye.
Músicos
- Jon Lucien – voces, guitarra acústica, Fender Bass, percusión, arreglos
- Mitch Kerper – piano Rhodes, wah-wah pedal
- Cameron Brown – Fender Bass, contrabajo
- Steve Thornton – conga, bongó, carillón de viento
- Richard “Kebo” Harrigan – batería

Músicos adicionales
- Dave Grusin – piano acústico, sintetizador ARP, percusión
- Billy Butler, John Tropea – guitarra eléctrica
- Ralph MacDonald, Jorge Fatturoso – percusión
- Marvin Stamm – trompeta
- Garnett Brown – trombón
- Bobby Keller, Lew DelGatto – instrumento de viento-madera
- Marti McCall, Christine Spencer, Albertine Robinson, Maeretha Stewart – coros
- Norman Carr – concertino
- Dave Grusin – arreglos orquestales, conductor

Personal técnico
- Larry Rosen – productor
- Dick Baxter – ingeniero de audio
- Jim Crotty – ingeniero de audio
- Ray Hall – ingeniero de audio, mezclas
- Stuart Hawkes – masterización
- Ace Lehman – director artístico
- Morganames – notas de álbum
- Andy Baltimore – fotografía interior